# جايمي كينغ
جايمي كينغ (بالإنجليزية: Jaime King)‏ ممثلة أمريكية من مواليد 23 أبريل 1979.

## مواقع خارجية
- جايمي كينغ على موقع IMDb (الإنجليزية)
- جايمي كينغ على موقع روتن توميتوز (الإنجليزية)
- جايمي كينغ على موقع ألو سيني (الفرنسية)
- جايمي كينغ على موقع ميوزك برينز (الإنجليزية)
- جايمي كينغ على موقع أول موفي (الإنجليزية)
- جايمي كينغ على موقع قاعدة بيانات الأفلام السويدية (السويدية)
- جايمي كينغ على موقع إن إن دي بي (الإنجليزية)
- جايمي كينغ على موقع قاعدة بيانات الفيلم (الإنجليزية)
- جايمي كينغ على موقع كينوبويسك (الروسية)
- جايمي كينغ على موقع دليل عارضات الأزياء (الإنجليزية)